# Мельник Володимир Михайлович (скульптор)
Володимир Михайлович Мельник (нар. 15 січня 1938, с. Синяково, нині належить до м. Чортків) — український скульптор. Член Національної спілки художників України (1999). Заслужений художник України (2000).

## Життєпис
Володимир Мельник народився 15 січня 1938 року у селі Синяковому, яке нині в складі міста Чорткова Чортківської громади Чортківського району Тернопільської области України.
Закінчив Чернівецьке художньо-ремісниче училище (1956), відділення кераміки Львівського інституту прикладного та декоративного мистецтва (1970). Працював у містах Мінськ (Білорусія), Дніпропетровськ, у школі-інтернаті в м. Чортків (1960—1965), скульптором у Тернопільському художньо-виробничому комбінаті Художнього фонду України (1970—1993), викладачем (1993—2000), доцентом (2000—2012) катедри образотворчого та декоративного мистецтва Тернопільського національного педагогічного університету імені Володимира Гнатюка.

## Доробок
Працює в галузі станкової і монументальної скульптури.
Від 1970 — учасник виставок у Тернополі, Львові, Києві.
Основні твори:
- скульптурні портрети Лесі Українки, О. Маковея (обидва — 1984), С. Крушельницької (1992), Б. Хмельницького, М. Кривоноса і Н. Морозенка (обидва — 1993), «Думи гетьмана Мазепи» (2001);
- скульптурних композиції «Туга» (1971), «Прощання» (1976), 351 «Материнська дума», «Незабутнє» (обидві — 1978), «Мати» (1986), «Обличчя голодомору» (1995), «У Вифлеємі» (1999), «Калина» (2000), «Русалка» (2001) тощо.
- пам'ятники О. Максименку (1985, бронза) та В. Гнатюку (1999; обидва — м. Тернопіль), Т. Шевченку (1991, смт Козлів Тернопільського), Д. Клячківському (1995), «Борцям за волю України» (1997; обидва — м. Збараж; усі — карбована мідь), скульптури до пам'ятників полеглим у Другій світовій війні громадянам сіл Шульганівки (1971, 1975), Верещаків (1978), Городка, Зозулинців (1990).

Автор понад 25 наукових праць, навчально-методичних посібників.